# 上院 (ウズベキスタン)
上院（じょういん、ウズベク語: Senati）は、ウズベキスタン国民議会の上院である。

## 構成
上院の定数は100名である。
- 84名は選挙により選出される。
- 16名は大統領により任命される。

## 選挙
上院は地方議会議員で構成される選挙人団により選出される間接選挙制であり、12の州と首都タシュケント、カラカルパクスタン共和国を合わせた国内の14の地域がそれぞれ6つの議席をもつ。上院議員の任期は5年である。

## 上院議長
| 氏名                           | 就任期間                    |
| ------------------------------ | --------------------------- |
| ムラート・シャリーフホジャエフ | 2005年1月27日-2006年2月24日 |
| イルギザル・サビロフ           | 2006年2月24日-2015年1月22日 |
| ニグマティラ・ユルダシェフ     | 2015年1月22日-2019年6月21日 |
| タンジーラ・ナルバーエヴァ     | 2019年6月21日-              |